# Gummo
Gummo (bra: Vida sem Destino) é um filme cult de 1997 com argumento e realização de Harmony Korine. Os atores principais são Nick Sutton e Jacob Reynolds. Em vez de seguir um enredo tradicional, o filme desenrola-se através de histórias separadas  aparentemente não-relacionadas, da vida de residentes locais fictícios da pequena cidade de Xenia, Ohio.